# Magma (casa discografica)
La Magma è stata una casa discografica italiana, attiva negli anni settanta.

## Storia
La Magma venne fondata nel 1973 dai fratelli Aldo e Vittorio De Scalzi, quest'ultimo storico componente dei New Trolls, in parallelo con l'apertura del loro studio di registrazione, lo Studio G di Genova.
Oltre che pubblicare i dischi dei gruppi di De Scalzi, la casa discografica tentò di lanciare anche giovani musicisti, per lo più esponenti del rock progressivo o del jazz rock (ma anche cantautori come il piemontese Piero Montanaro), e pubblicò anche dischi di artisti affermati come i Latte e miele.
La distribuzione venne curata dalla Dischi Ricordi per i primi tre anni, passando poi alla Fonit Cetra; la Magma aveva inoltre una sottoetichetta, la Grog, specializzata in musica sperimentale.

## Dischi
La datazione qui riportata si basa sull'etichetta del disco o sulla copertina; qualora nessuno di questi elementi abbia una datazione, è basata sulla numerazione del catalogo; talora è, infine, basata sul codice della matrice di stampa. Se esistenti, sono riportati, oltre all'anno, il mese e il giorno (quest'ultimo dato si trova, a volte, stampato sul vinile).
La numerazione cambia, sia per i 33 che per i 45 giri, con il cambio di distribuzione.

### 33 giri
| Numero di catalogo | Anno | Interprete                | Titoli                            |
| ------------------ | ---- | ------------------------- | --------------------------------- |
| MAGL 18001         | 1973 | Alphataurus               | Alphataurus                       |
| MAGL 18002         | 1973 | Pholas Dactylus           | Concerto delle menti              |
| MAGL 18003         | 1974 | New Trolls Atomic System  | N.T. Atomic System                |
| MAGL 18004         | 1974 | Johnny dei Tritons        | Twist and shout with Satisfaction |
| MAGL 18005         | 1975 | New Trolls Atomic System  | Tempi dispari                     |
| MAGL 18006         | 1975 | Ramasandiran Somusundaram | Skinny woman                      |
| MAL 01             | 1976 | Latte e miele             | Aquile e scoiattoli               |
| MAL 02             | 1976 | New Trolls                | Concerto grosso n. 2              |
| MAL 03             | 1976 | Piero Montanaro           | La Langa ed altre immagini        |
| MAL 04             | 1976 | New Trolls                | Live                              |
| MAL 05             | 1976 | New Trolls                | Una notte sul Monte Calvo         |
| SMAG 01            | 1977 | Gianni e i Suoi Solisti   | Background                        |
| SMAG 02            | 1977 | Gianni Mazza              | Musiche stellari                  |
| SMAG 03            | 1977 | Gianni e i Suoi Solisti   | Musica del mare                   |
| SMAG 04            | 1977 | Tony Lamberto             | A luci rosse                      |

### 45 giri
| Numero di catalogo | Anno | Interprete                             | Titoli                                                 |
| ------------------ | ---- | -------------------------------------- | ------------------------------------------------------ |
| MGL 48001          | 1973 | The Small Family                       | Give me your love/Freddie's dead                       |
| MGL 48002          | 1973 | The Small Family                       | Little child running wild/Junkie chase                 |
| MGL 48003          | 1973 | The Small Family                       | Super fly/Nothing on me                                |
| MGL 48004          | 1973 | Pholas Dactylus                        | Estratto dal Concerto pt.I/Estratto dal Concerto pt.II |
| MGL 18005          | 1973 | Johnny dei Tritons                     | Twist and shout/My child                               |
| MGL 18006          | 1974 | Ramasandiran Somusundaram              | Pasta e fagioli/Contrabbando di fagioli                |
| MGL 48007          | 1974 | New Trolls Atomic System               | Una notte sul Monte Calvo/Somewhere                    |
| MGL 18008          | 1974 | Luky Pistoia                           | Buonasera buonasera signorina/Ufo                      |
| MGL 18009          | 1974 | Johnny dei Tritons                     | Lady Pamela/Don't worry                                |
| MGL 18010          | 1974 | Ramasandiran Somusundaram              | Skinny woman/Shanghai                                  |
| MGL 18011          | 1975 | Maurizio Jr.                           | Fumetto rock/Donchi il pazzo                           |
| MGL 18012          | 1975 | Ramasandiran Somusundaram              | Leon dance/Funky star                                  |
| MAG 01             | 1976 | New Trolls                             | Bella come mai/Lei                                     |
| MAG 02             | 1976 | Ramasandiran Somusundaram              | You Keep Me Hanging On/Hold On I'm Coming              |
| MAG 03             | 1976 | Big Jonathan & the Hustler Corporation | Hustler Corporation/Spring                             |
| MAG 04             | 1976 | Johnny dei Tritons                     | Sweet sweet love/Jumping fish                          |
| MAG 05             | 1976 | Rudy La Scala                          | Salta qua, salta là/Vinto                              |
| MAG 06             | 1976 | Latte e miele                          | Un silenzio diviso in due/Per poter vivere             |
| MAG 07             | 1976 | New Trolls                             | Solamente tu/Let it be me                              |
| MAG 08             | 1976 | Piero Montanaro                        | La langa/Divna                                         |
| MAG 09             | 1976 | Cool Machine                           | Gimme some lovin'/City of the devils                   |
| MAG 11             | 1976 | Point                                  | The hustler/Tell me why                                |